# Patrick Manson
Sir Patrick Manson, född 3 oktober 1844 i Oldmeldrum, Aberdeenshire, död 9 april 1922 i London, var en brittisk läkare. Han har betecknats som den "tropiska medicinens fader".
Manson blev 1866 medicine doktor i Aberdeen, bosatte sig som läkare på Formosa, men överflyttade 1871 till Xiamen på Kinas fastland, där han – utom enskild praktik – var läkare vid ett missionens sjukhus. Hans första stora upptäckt gällde den i tropikerna vanliga svåra sjukdomen elefantiasis. Han fann orsaken vara en liten sugmask, Filaria sanguinis, som levde i blod- och lymfkärl, därmed vållande vätskestockning och inflammatorisk nybildning och förhårdnad. Han visade, att maskens larver överfördes med stickmyggor. Därmed var uppslaget givet till den lyckosamma kommande tidens forskning över parasiter som smittöverförare och vägen visad, hur man skulle skydda sig mot sjukdomen. 
Själv deltog Manson i utforskandet av bland annat malarian, och innan Ronald Ross hade bevisat myggan Anopheles betydelse för malarians spridning, hade Manson förutsagt, att dess smitta måste spridas med en särskild myggart. Han överflyttade senare till London, där han anställdes vid kolonialdepartementet och biträdde vid upprättandet av School of Tropical Medicine.